# Marie Bock (Politikerin)
Marie Bock (* 10. Juli 1881 in Leipzig; † 6. Juni 1959 in Wien) war eine österreichische Politikerin der Sozialdemokratischen Arbeiterpartei (SDAP).

## Politische Funktionen
Im Jahr 1913 wurde Marie Bock Parteitagsdelegierte im 11. Wiener Gemeindebezirk und 1916 Vorstandsmitglied des Parteischülervereins „Karl Marx“. Von 1919 bis 1932 war sie Mitglied des Wiener Gemeinderats, ab 1923 dessen Vorsitzende. 1920 wurde Bock für die sozialdemokratische Frauenorganisation in die Leitung des Wiener Kreisarbeiterbeirats kooptiert. Während der Ersten Republik war sie „Parteifürsorgefachfrau“. Von 1. Dezember 1920 bis zum 13. November 1923 und vom 24. Mai 1932 bis 17. Februar 1934 war sie Mitglied des Bundesrats.

## Sonstige Funktionen
Bock war Vorsitzende des Vereins „Societas“, einer Vorgängerorganisation der Volkshilfe.
Ab 1933 war sie Mitglied des Frauenzentralkomitees. Gemeinsam mit Marie Bock wurden beim letzten außerordentlichen Parteitag 1933 unter anderem Emmy Freundlich, Rosa Jochmann, Adelheid Popp, Gabriele Proft, Therese Schlesinger, Amalie Seidel, Katharina Graf, Marie Beutlmayr, Maria Matzner, Maria Köstler und Marie Tusch ins Frauenzentralkomitee gewählt.

## Privates
Ihr Ehemann Robert verstarb gegen Ende des Ersten Weltkriegs, der Sohn Reinhart fiel im Zweiten Weltkrieg bei Stalingrad.